# Tangidia fugax
Tangidia fugax är en insektsart som beskrevs av Ronald Gordon Fennah 1945. Tangidia fugax ingår i släktet Tangidia och familjen Tropiduchidae. Inga underarter finns listade i Catalogue of Life.